# Малков Дмитро Олегович
Дмитро Олегович Малков (нар. 10 листопада 1980, Черкаси) — український режисер, продюсер, сценарист, актор і монтажер.

## Біографія
Народився в місті Черкаси в родині інженера Олега Малкова та драматурга Олени Малкової (Турської). Має двох сестер — Валерію та Дарію.
У 12 років отримав у подарунок від батька портативну відеокамеру, що, за словами самого Дмитра, визначило його майбутній шлях. Його перший документально-ігровий фільм «Королі сцени», присвячений танцювальному колективу, транслювався на регіональному телебаченні.
У 1998 році вступив до Київського інституту кіно і телебачення при Київському національному університеті культури і мистецтв. Навчаючись, знімав короткометражні фільми, брав участь у роботах своїх однокурсників як актор. Його документальний портрет «Рейс № 21» посів третє місце на Київському міжнародному фестивалі аудіовізуальних мистецтв. На п'ятому курсі здобув нагороду «Надія телебачення» на фестивалі «Бархатний сезон» за фільм «Самоучка».
У 2003—2009 роках працював у рекламі, створював соціальні й політичні ролики, музичні кліпи та знімався в епізодах фільмів.

## Дубляж
З 2006 року працював над українським дубляжем, зокрема озвучував головного героя анімаційного фільму «Лови хвилю» — Коді Маверика (Шая Лабаф), а також персонажа Іккінга в «Як приборкати дракона» та Сема Вітвікі у «Трансформерах».

## Режисерська діяльність
У 2009 році разом зі студією «Актив Віжн» створив кримінальний серіал «12 найкращих шахраїв України». У 2010 — зняв 8 серій містичного серіалу «Містичні історії».
У співпраці з Аланом Бадоєвим та студією Квартал-95 працював над проєктами: «Пороблено в», «Чисто NEWS», «Україна, вставай!».
У 2013—2014 роках зняв мюзикли «1+1 вдома. Новий рік» та «1+1 вдома. 8 березня».
У 2020-х роках був режисером окремих епізодів серіалу «Слід», шоуранером і актором у ситкомі «Я же бать» (2021), а також режисером воєнної драми «Чорнобиль 2022. Вторгнення» (2023).

### Продюсерська діяльність
У 2012 році став креативним продюсером політичного анімаційного серіалу «Казкова Русь», де з 2014 року очолював анімаційну студію «Animation Studio 95». Випустив серіали «Сватики» і «Кухня».
У 2020 році заснував продакшн-компанію «MLKV FiLMS».

### Сценарна діяльність
Співавтор сценаріїв до стрічок «Реаліті», «Обручені владою», «Ласкаво просимо на той світ», «Бомбезний Новий Рік», «Давай танцюй 2», «Останній Укр», «Чорнобиль 2022».

## Акторська діяльність
Знімався в серіалах «Юрчишини», «Весна в моєму серці», «Спадкоємці», «Тінь зірки», «Дільничний з ДВРЗ», «Я же бать», «Boxer», «Furioza 2» тощо. Грав головну роль у бойовику «Брюс».

## Нагороди
- 2000 — 3-є місце на Міжнародному фестивалі аудіовізуальних мистецтв за «Рейс № 21»;
- 2001 — премія «Надія телебачення» за «Самоучку»;
- 2014—2015 — премія «Телетріумф» за серіал «Казкова Русь».